# 陈北辰
陈北辰（1915年—1983年），男，辽宁沈阳人，中华人民共和国政治人物，曾任辽宁省革命委员会副主任，辽宁省人民政府副省长，辽宁省人大常委会副主任，第三、四届全国政协委员。